# Lijst van beelden in Maasdriel
Dit is een (onvolledige) chronologische lijst van beelden in Maasdriel. Onder een beeld wordt hier verstaan elk driedimensionaal kunstwerk in de openbare ruimte van de Nederlandse gemeente Maasdriel, waarbij beeld wordt gebruikt als verzamelbegrip voor sculpturen, standbeelden, installaties, gedenktekens en overige beeldhouwwerken.
Voor een volledig overzicht van de beschikbare afbeeldingen zie: Beelden in Maasdriel op Wikimedia Commons

## Alem
| Geplaatst   | Omschrijving                      | Kunstenaar   | Straat                                  | Plaats | Materiaal | Afbeelding |
| ----------- | --------------------------------- | ------------ | --------------------------------------- | ------ | --------- | ---------- |
| 1946 / 1947 | Sint Odrada                       | onbekend     | Sint-Odradastraat 7, (St. Hubertuskerk) | Alem   |           |            |
| 2002        | Eén en één is drie (rotondekunst) | Maria Roosen | Jan Klingenweg / N831                   | Alem   | beton     |            |

## Ammerzoden
| Geplaatst | Omschrijving                     | Kunstenaar              | Straat                                        | Plaats     | Materiaal | Afbeelding |
| --------- | -------------------------------- | ----------------------- | --------------------------------------------- | ---------- | --------- | ---------- |
| 1953      | Reliëfs                          | Renald Rats             | Meester la Grostraat 1, Sint-Willibrorduskerk | Ammerzoden | beton     |            |
| 1985      | Twee mannen                      | Niek van Leest          | nabij Hogesteeg 2                             | Ammerzoden |           |            |
| 1989      | Twee kinderen op weg naar school | Maria van Gerwen        | Haarstraat / Plein de Heerlijkheid            | Ammerzoden |           |            |
| 1991      | Zeeschildpad                     | Mieke Beyer-van der Ven | Voorstraat / Bovendijk                        | Ammerzoden |           |            |
| 2018      | Twee muzikanten                  | onbekend                | Voorstraat / Van Milstraat                    | Ammerzoden |           |            |
| 2020      | Boet van Dulmen                  | Roel van der Burg       | Ammerstraat / Hogesteeg                       | Ammerzoden |           |            |

## Hedel
| Geplaatst | Omschrijving      | Kunstenaar           | Straat                   | Plaats | Materiaal | Afbeelding |
| --------- | ----------------- | -------------------- | ------------------------ | ------ | --------- | ---------- |
| 1997      | Aardappelraapster | JeanMarianne Bremers | Voorstraat               | Hedel  |           |            |
| 1998      | Dansend paar      | JeanMarianne Bremers | Maasdijk / Blankensteijn |        |           |            |
| 1999      | Kom opa           | JeanMarianne Bremers | Molendijk                | Hedel  |           |            |
| 2015      | Werkpaard         | Elly Corstjens       | Dreef / Voorstraat 2     | Hedel  |           |            |

## Heerewaarden
| Geplaatst | Omschrijving       | Kunstenaar    | Straat                              | Plaats       | Materiaal | Afbeelding |
| --------- | ------------------ | ------------- | ----------------------------------- | ------------ | --------- | ---------- |
| 1998      | Mens aan de rivier | Lauke van Dun | Achter de Boogerden / Variksestraat | Heerewaarden |           |            |

## Kerkdriel
| Geplaatst | Omschrijving                | Kunstenaar             | Straat                                                              | Plaats    | Materiaal | Afbeelding |
| --------- | --------------------------- | ---------------------- | ------------------------------------------------------------------- | --------- | --------- | ---------- |
| 1927      | Joannes Zwijsen             | August Falise          | Mgr Zwijsenplein                                                    | Kerkdriel |           |            |
| 1981      | Broedende kip               | Ton Koops              | Bulkseweg / Wordenseweg                                             | Kerkdriel |           |            |
| 1992      | Gemeente Maasdriel          | Christiaan Paul Damsté | Kerkstraat 45                                                       | Kerkdriel |           |            |
| 1997      | Huisraad uit het achterland | Adri Verhoeven         | Drielse Wetering / Lindestraat                                      | Kerkdriel |           |            |
| 1998      | zonder titel                | Ralph Lambertz         | Kerkstraat bij 85                                                   | Kerkdriel |           |            |
| 2000      | Samengaan (4 beelden)       | Renée van Leusden      | Kruidenlaan/Munt, Kruidenlaan/Bulkseweg, Salie, Kruidenlaan/Hoorzik | Kerkdriel |           |            |

## Velddriel
| Geplaatst | Omschrijving    | Kunstenaar   | Straat      | Plaats    | Materiaal | Afbeelding |
| --------- | --------------- | ------------ | ----------- | --------- | --------- | ---------- |
| 2010      | De drie gratiën | Ad Haring    | Wordenseweg | Velddriel |           |            |
| onbekend  | De geerden      | Wim Dieleman | Drielseweg  | Velddriel |           |            |

## Well
| Geplaatst | Omschrijving      | Kunstenaar              | Straat             | Plaats | Materiaal | Afbeelding |
| --------- | ----------------- | ----------------------- | ------------------ | ------ | --------- | ---------- |
| 1991      | Onderonsje        | Mieke Beyer-van der Ven | Pannenhuis         | Well   |           |            |
| 1993      | Reiger            | Ton van Baars           | Dreef / Wellsedijk | Well   |           |            |
| 2018?     | Verrekès (varken) | onbekend                | Heust bij 9        | Well   | hout      |            |